# Viktorijino jezero
Viktorijino jezero  (redko imenovano Ukerewe jezero) (Victoria Nyanza) je eno od jezer v vzhodnoafriškem Jezerskem višavju. Meri 68.870 km², kar pomeni, da je po površini največje afriško jezero in drugo največje sladkovodno jezero na svetu. Ker je dokaj plitvo, se po prostornini uvršča šele na sedmo mesto na svetu. Vsebuje 2.760 km³ vode. Je vir vode za Beli Nil, ki predstavlja najdaljši krak Nila. Jezero leži na visoki planoti v zahodnem delu Vzhodnoafriškega tektonskega jarka, ozemeljsko pa spada pod upravo Tanzanije, Ugande in Kenije.
V jezeru najdemo več kot 3.000 otokov, od katerih so številni naseljeni, denimo večja skupina otokov Ssese na severozahodu, ki pripadajo Ugandi in so priljubljen turistični cilj.
Jezero igra pomembno vlogo v življenju milijonov ljudi v njegovi okolici, eni najgosteje naseljenih območij na Zemlji. Pomemben je tudi za promet med državami, ki ga obkrožajo.

## Geologija
V svoji geološki zgodovini je Viktorijino jezero doživelo veliko sprememb - od niza veliko manjših jezer do sedanje plitve depresije. Geološka jedra vzeta iz dna jezera kažejo na to, da je Viktorijinego jezero od svojega nastanka popolnoma usahnilo vsaj trikrat. Ti izsuševalni cikli so verjetno povezani s preteklimi ledenimi dobami, ko se je količina padavin globalno zmanjšala. Viktorijino jezero se je zadnjič izsušilo pred 17.300 leti in se začelo ponovno polniti pred približno 14.700 leti. Geološko je Viktorijino jezero relativno mlado - staro okoli 400.000 let

## Ekologija
Kot ekosistem ima jezero veliko težav. 

### Invazivne vrste
Nilski ostriž (Lates niloticus), ki so ga v jezero vložili v 50. letih 20. stoletja, je uničil mnogo endemičnih vrst. Trenutno to ribo iztrebljajo s pretiranim ribolovom in po nekaterih poročilih se število lokalnih vrst spet dviga.
Težave je povzročala tudi vodna hijacinta (Eichhornia crassipes), ki se je razmnožila v pretiranih količinah. Težavo so omejili z rilčkarjem Neochetina eichhorniae.

### Onesnaževanje
Glavni vzrok onesnaženosti Viktorijinega jezera je iztekanje odpadnih vod v jezero, odlaganje gospodinjskih in industrijskih odpadkov ter gnojenje in uporaba različnih kemičnih škropiv okoliških kmetij.
Porečje jezera je eno izmed najgosteje poseljenih podeželskih območij na svetu. Na njegovi obali je množica mest: Kisumu, Kisii in Homa Bay v Keniji; Kampala, Jinja in Entebbe v Ugandi; Bukoba, Mwanza in Musoma v Tanzaniji. V teh mestih se nahaja veliko tovarn, ki odplake izpuščajo direktno v jezero in njegove pritoke. Ta poseljena območja v reke izpuščajo odpadne vode, kar povečuje evtrofikacijo in tako omogočajo rast invazivne vodne hijacinte..

## Zgodovina
Prvi podatek o jezeru prihaja od arabskih trgovcev, ki so redno potovali proti notranjosti Afrike v iskanju zlata, slonovine, sužnjev in drugega dragocenega blaga. Odličen zemljevid, imenovan Al Adrisi, je nastal okrog leta 1160. Jasno upodablja Viktorijino jezero in ga prikazuje kot izvir Nila.
Jezero so Evropejci prvič uzrli leta 1858, ko je britanski raziskovalec John Hanning Speke dosegel južno obalo. Skupaj z Richardom Francisom Burtonom je Speke iz strateških potreb britanske kolonialne uprave iskal izvir Nila. Speke je verjel, da je izvir našel v tem jezeru, že ko je prvič uzrl njegova vodna prostranstva. Imenoval ga je po tedanji kraljici Združenega kraljestva Viktoriji. Spekeova predrznost, da je odkritje jezera na izvidniškem pohodu pripisal sebi, je Burtona, ki je v tem času okreval južneje ob bregovih Tanganjiškega jezera, zelo razjezila. Razvil se je javen prepir, ki je poleg ostrih razprav med tedanjo znanstveno javnostjo zanetil tudi veliko zanimanje med drugimi raziskovalci, ki so neučakano želeli potrditi ali ovreči Spekeovo odkritje.
Znanemu britanskemu raziskovalcu in misijonarju Davidu Livingstoneu je poskus spodletel. Držal se je preveč zahodno in tako vstopil v Kongov rečni sistem. Spekovo odkritje je potrdil šele Američan Henry Morton Stanley, ki je jezero obplul in poročal o velikem odtoku prek slapov Rippon na severni obali. Na tem potovanju naj bi Stanley dolgo iskanega, pobitega in bolnega Livingstonea, ki je taboril ob jezeru, pozdravil z znamenitimi besedami: »Dr. Livingstone, predvidevam?«

## Transport
Od 90-tih let dvajsetega stoletja, so trajekti Viktorijinega jezera postali pomembno transportno sredstvo med Ugando, Tanzanijo in Kenijo. Glavna pristanišča so Kisumu, Mwanza, Bukoba, Entebbe, Port Bell in Jinja. Leta 1966 so med Kenijo in Tanzanijo uvedli železniški trajekt. 21. maja 1996 je v jezeru potonil trajekt MV Bukoba. 
Pri tem je umrlo 800 do 1.000 ljudi, kar je ena izmed največjih pomorskih nesreč v Afriki.